# Clytiomya vernalis
Clytiomya vernalis är en tvåvingeart som först beskrevs av Robineau-desvoidy 1863.  Clytiomya vernalis ingår i släktet Clytiomya och familjen parasitflugor.
Artens utbredningsområde är Frankrike. Inga underarter finns listade i Catalogue of Life.